# Emily Eden

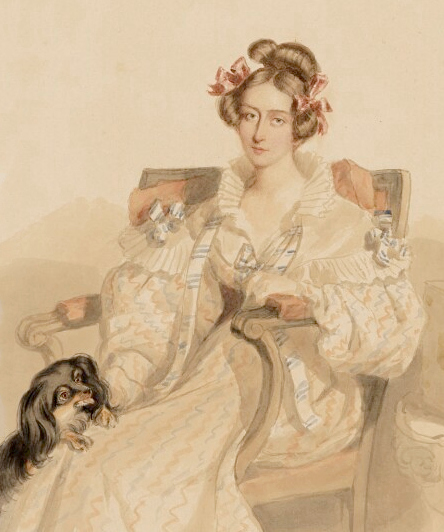
Emily Eden, Porträt von Simon Jacques Rochard, 1835

Emily Eden (* 3. März 1797 in Westminster; † 5. August 1869 in Richmond) war eine britische Brief- und Tagebuchliteratin sowie Romanautorin, die das Leben der englischen Oberschicht des frühen 19. Jahrhunderts auf geistreiche Weise schilderte. Sie schrieb einen berühmten Bericht über ihre Reisen in Indien und zwei Romane, die sich gut verkauften. Eden war auch eine begabte Amateurkünstlerin.

## Leben
Die in Westminster geborene Eden war die siebte Tochter und zwölftes der vierzehn Kinder von William Eden, 1. Baron Auckland (1744–1814), und seiner Frau Eleanor Elliot (1758–1818). Sie war die Ur-Ur-Großtante von Premierminister Anthony Eden.
Die Edens waren einflussreiche und aktive Mitglieder der Whig-Aristokratie, und Emily wuchs in einem Haushalt auf, der im Zentrum des politischen und kulturellen Lebens des frühen neunzehnten Jahrhunderts stand. Nach dem Tod der Mutter war sie mit ihrer Schwester Frances Teil des Haushalts ihres ältesten überlebenden Bruders George Eden, 1. Earl of Auckland. Sie führte das übliche aristokratische Leben aus geselligen Zusammenkünften umit der literarischen und politischen Elite. Nach ihren Briefen, war sie aber bereits in ihrer Jugend eine aufmerksame und scharfzüngige Beobachterin ihrer Umgebung.
Als George Eden 1835 Generalgouverneur von Indien wurde, begleiteten die beiden Schwestern ihren unverheirateten Bruder und Eden als die ältere übernahm die Hauptverantwortung für die offiziellen Aufgaben einer Gouverneursgattin. Ihre tagebuchartigen Briefe beschreiben, dass sie das zunächst ungern tat. Die Briefe über ihre Zeit in Indien wurden 1867 in dem Band Up The Country: Letters Written to Her Sister from the Upper Provinces of India veröffentlicht. Während der Schwerpunkt ihrer indischen Schriften auf Reisebeschreibungen, Lokalkolorit und Details der zeremoniellen und gesellschaftlichen Veranstaltungen lag, an denen sie teilnahm, zeichnete Eden auch die wichtigsten politischen Ereignisse auf, die während der Amtszeit ihres Bruders stattfanden. Dazu gehörte auch die totale Vernichtung einer britischen und indischen Armee beim Rückzug aus Kabul 1842 im Ersten Anglo-Afghanischen Krieg; eine Katastrophe, für die George Eden mitverantwortlich gemacht wurde und zu seinem Rücktritt führte. 1842 kehrten die Edens nach England zurück, wo Eden bis zum Ende ihres Lebens blieb. 1849 starben Bruder und Schwester, ein schwerer Verlust für Eden.
Eden schrieb zwei erfolgreiche Romane: The Semi-Detached House (1859) und The Semi-Attached Couple (1860). Letzterer wurde bereits 1829 geschrieben, aber erst 1860 veröffentlicht. Beide haben einen komödiantischen Touch, den Kritiker mit dem von Jane Austen verglichen, die Edens Lieblingsautorin war. Das erste der beiden Werke wurde als „eine vollendete Studie über die sozialen Gegensätze von aristokratischem Stil, bürgerlicher Respektabilität und krasser Vulgarität“ beschrieben.
Aus der Zeit in Indien stammen auch Zeichnungen und Lithographien der Menschen in Indien.
Eden hat nie geheiratet und war finanziell so gut gestellt, dass sie nicht schreiben musste, aber sie tat es aus Leidenschaft. In ihren Briefen erkundete sie alles, was sie sah oder bereiste: London, die Kolonien und die hohe See. Neben Up The Country (1867) wurden weitere Briefe posthum von ihrer Nichte Eleanor Eden (1872) und ihrer Großnichte Violet Dickinson, einer engen Freundin von Virginia Woolf, veröffentlicht (1919). Sie enthalten denkwürdige Kommentare zum öffentlichen Leben in England. Am bekanntesten ist ihr Begrüßungskommentar für den neuen König Wilhelm IV. als an immense improvement on the last unforgiving animal George IV. – this man at least wishes to make everybody happy.
Prudence Hannay formulierte, dass sie zum Schreiben ausgestattet war mit „starken Gefühlen und einer unverblümten Lebenseinstellung, einer scharfen Beobachtungsgabe und der Gabe, den Sinn des Lächerlichen wunderbar in Worte zu fassen“. In einer 2013 erschienenen Geschichte über die Amtszeit ihres Bruders als Generalgouverneur in Indien wird Emily Eden als „bissige, aber bewundernde“ Schwester beschrieben, deren Tagebuch zu einem der berühmtesten Reiseberichte jener Zeit werden sollte.
Eden starb 1869 in ihrem Haus im heutigen Londoner Stadtteil Richmond und wurde im Familiengrab der Eden in Beckenham im London Borough of Bromley begraben.